# ヴィジャヤーラヤ・チョーラ
ヴィジャラーヤ・チョーラ（Vijayalaya Chola、タミル語: விஜயாலய சோழன்)は、チョーラ朝の初代国王。
デカン高原の周辺を基盤として、後に南インドで最も栄える王朝となるチョーラ朝を建国した。